# Yoriko Kunihara
Yoriko Kunihara –en japonés, 國原 頼子, Kunihara Yoriko– (Niigata, 20 de noviembre de 1985) es una deportista japonesa que compitió en judo. Ganó dos medallas de bronce en el Campeonato Mundial de Judo, en los años 2010 y 2011.

## Palmarés internacional
| Campeonato Mundial | Campeonato Mundial | Campeonato Mundial | Campeonato Mundial |
| Año                | Lugar              | Medalla            | Categoría          |
| ------------------ | ------------------ | ------------------ | ------------------ |
| 2010               | Tokio (Japón)      | Medalla de bronce  | –70 kg             |
| 2011               | París (Francia)    | Medalla de bronce  | –70 kg             |